# Sant Antelmes
Sant Antelmes (en francès Saint-Anthème) és un municipi francès situat al departament del Puèi Domat i a la regió d'Alvèrnia-Roine-Alps. L'any 2007 tenia 768 habitants.

## Demografia

### Població
El 2007 la població de fet de Saint-Anthème era de 768 persones. Hi havia 360 famílies de les quals 128 eren unipersonals (62 homes vivint sols i 66 dones vivint soles), 124 parelles sense fills, 83 parelles amb fills i 25 famílies monoparentals amb fills.
La població ha evolucionat segons el següent gràfic:
Habitants censats

### Habitatges
El 2007 hi havia 1.049 habitatges, 359 eren l'habitatge principal de la família, 622 eren segones residències i 69 estaven desocupats. 957 eren cases i 61 eren apartaments. Dels 359 habitatges principals, 242 estaven ocupats pels seus propietaris, 75 estaven llogats i ocupats pels llogaters i 41 estaven cedits a títol gratuït; 20 tenien una cambra, 34 en tenien dues, 65 en tenien tres, 97 en tenien quatre i 143 en tenien cinc o més. 192 habitatges disposaven pel capbaix d'una plaça de pàrquing. A 148 habitatges hi havia un automòbil i a 136 n'hi havia dos o més.

### Piràmide de població
La piràmide de població per edats i sexe el 2009 era:
| Homes | Edats   | Dones |
| ----- | ------- | ----- |
| 0     | 95 o +  | 4     |
| 16    | 90 a 94 | 8     |
| 4     | 85 a 89 | 16    |
| 8     | 80 a 84 | 12    |
| 28    | 75 a 79 | 28    |
| 24    | 70 a 74 | 48    |
| 28    | 65 a 69 | 64    |
| 12    | 60 a 64 | 36    |
| 32    | 55 a 59 | 12    |
| 32    | 50 a 54 | 16    |
| 20    | 45 a 49 | 40    |
| 12    | 40 a 44 | 36    |
| 32    | 35 a 39 | 12    |
| 24    | 30 a 34 | 12    |
| 16    | 25 a 29 | 16    |
| 20    | 20 a 24 | 4     |
| 20    | 15 a 19 | 12    |
| 8     | 10 a 14 | 16    |
| 0     | 5 a 9   | 20    |
| 24    | 0 a 4   | 8     |

## Economia
El 2007 la població en edat de treballar era de 430 persones, 315 eren actives i 115 eren inactives. De les 315 persones actives 288 estaven ocupades (165 homes i 123 dones) i 26 estaven aturades (12 homes i 14 dones). De les 115 persones inactives 65 estaven jubilades, 23 estaven estudiant i 27 estaven classificades com a «altres inactius».

### Ingressos
El 2009 a Saint-Anthème hi havia 367 unitats fiscals que integraven 761 persones, la mediana anual d'ingressos fiscals per persona era de 15.224 €.

### Activitats econòmiques
Dels 59 establiments que hi havia el 2007, 2 eren d'empreses alimentàries, 2 d'empreses de fabricació d'altres productes industrials, 7 d'empreses de construcció, 17 d'empreses de comerç i reparació d'automòbils, 4 d'empreses de transport, 10 d'empreses d'hostatgeria i restauració, 2 d'empreses financeres, 2 d'empreses immobiliàries, 4 d'empreses de serveis, 6 d'entitats de l'administració pública i 3 d'empreses classificades com a «altres activitats de serveis».
Dels 20 establiments de servei als particulars que hi havia el 2009, 1 era una gendarmeria, 1 oficina de correu, 1 una oficina bancària, 1 establiment de lloguer de cotxes, 1 paleta, 3 fusteries, 1 lampisteria, 1 electricista, 2 perruqueries, 7 restaurants i 1 agència immobiliària.
Dels 5 establiments comercials que hi havia el 2009, 1 era una botiga de més de 120 m², 1 una botiga de menys de 120 m², 1 una fleca, 1 una carnisseria i 1 un drogueria.
L'any 2000 a Saint-Anthème hi havia 65 explotacions agrícoles que ocupaven un total de 665 hectàrees.

## Equipaments sanitaris i escolars
El 2009 hi havia 1 farmàcia i 1 ambulància.
El 2009 hi havia una escola elemental. Saint-Anthème disposava d'un col·legi d'educació secundària amb 90 alumnes.

## Poblacions més properes
El següent diagrama mostra les poblacions més properes.